# Heterocerus senescens
Heterocerus senescens är en skalbaggsart som beskrevs av Ernst Hellmuth von Kiesenwetter 1865. Heterocerus senescens ingår i släktet Heterocerus, och familjen strandgrävbaggar. Arten är reproducerande i Sverige.